# European Alliance for Freedom and Democracy
De European Alliance for Freedom and Democracy (EAFD, Europese Alliantie voor Vrijheid en Democratie) was een Europese politieke alliantie die bestond van 2020 tot 2023. De partij werd opgericht door de onafhankelijke Europarlementariërs Mislav Kolakušić en Dorien Rookmaker, die respectievelijk voorzitter en vicevoorzitter waren.
De partij ging in haar manifest uit van vier hoofdpunten:
- strijden tegen corruptie,
- rechtsstatelijkheid,
- vrijheid van meningsuiting en gedachte,
- gelijkheid tussen burgers en tussen EU-lidstaten.

De partij heeft in 2020 een aanvraag gedaan om erkend te worden als politieke partij in het verband van de Europese Unie, maar werd geweigerd omdat ze niet in genoeg lidstaten vertegenwoordigd was. Nadat meer partijen zich hadden aangesloten, onder meer Živi zid en Kukiz'15, deed de EAFD in 2021 opnieuw een aanvraag, maar daar is nooit een formeel besluit over genomen.

## Leden
| Land        | Partij                                      |
| ----------- | ------------------------------------------- |
| Cyprus      | Kinima Allilengyi (KA)                      |
| Griekenland | Agrotikó Ktinotrofikó Kómma Elládas (AKKEL) |
| Italië      | 10 Volte Meglio (10VM)                      |
| Italië      | Partito Animalista Italiano (PAI)           |
| Kroatië     | Živi zid/Ključ Hrvatske                     |
| Kroatië     | Mislav Kolakušić (onafhankelijk lid)        |
| Nederland   | Meer Directe Democratie (MDD)               |
| Oostenrijk  | Team Kärnten (TK)                           |
| Polen       | Kukiz'15 (K'15)                             |
| Portugal    | Juntos pelo Povo (JPP)                      |
| Slowakije   | Slovenský Patriot (PATRIOT)                 |
| Zweden      | Sjukvårdspartiet i Värmland (SiV)           |
| Zweden      | Trygghetspartiet (TRP)                      |